# Fire gamle danske romanser
Fire gamle danske romanser (Noors voor Vier oude deense romances) is een compositie van Christian Sinding. De twee gedichten van Winther waren nog niet zo oud; hij leefde van 1797 tot 1876.
De liederen zijn:
1. Ravnen han flyver om Aftnen (een traditionele tekst)
2. Kong Frode staar paa Leiregaard (tekst van Adam Oehlenschläger)
3. Der var Roser i Dale (tekst Christian Winther)
4. Hvilende, lukkende tæt dig i favn (idem)